# Epiphragma (Epiphragma) vicinum
Epiphragma (Epiphragma) vicinum is een tweevleugelige uit de familie steltmuggen (Limoniidae). De soort komt voor in het Oriëntaals gebied.